# Miami Open 1998 - Qualificazioni doppio maschile
Le qualificazioni del doppio maschile del Miami Open 1998 sono state un torneo di tennis preliminare per accedere alla fase finale della manifestazione. I vincitori dell'ultimo turno sono entrati di diritto nel tabellone principale. In caso di ritiro di uno o più giocatori aventi diritto a questi sono subentrati i lucky loser, ossia i giocatori che hanno perso nell'ultimo turno ma che avevano una classifica più alta rispetto agli altri partecipanti che avevano comunque perso nel turno finale.
Le qualificazioni del doppio del torneo Miami Open 1998 prevedevano 8 coppie partecipanti di cui 2 sono entrate nel tabellone principale.

## Teste di serie
1. Mariano Hood /  Sebastián Prieto (ultimo turno)
2. David DiLucia /  Michael Sell (Qualificati)

1. Bernardo Martínez /  Óscar Ortiz (primo turno)
2. Devin Bowen /  Tuomas Ketola (Qualificati)

## Qualificati
1. Devin Bowen  /   Tuomas Ketola

1. David DiLucia  /   Michael Sell

## Tabellone

### Legenda
| - Q = Qualificato - WC = Wild card - LL = Lucky loser | - ALT = Alternate - SE = Special Exempt - PR = Protected Ranking | - w/o = Walkover - r = Ritirato - d = Squalificato |

### Sezione 1
|  | Primo turno | Primo turno                   | Primo turno                   | Primo turno | Primo turno |  |  | Ultimo turno | Ultimo turno                  | Ultimo turno | Ultimo turno | Ultimo turno |  |
|  |             |                               |                               |             |             |  |  |              |                               |              |              |              |  |
|  | 1           | Mariano Hood Sebastián Prieto | Mariano Hood Sebastián Prieto | 7           | 6           |  |  |              |                               |              |              |              |  |
|  |             | Doug Flach Tomas Nydahl       | Doug Flach Tomas Nydahl       | 6           | 1           |  |  | 1            | Mariano Hood Sebastián Prieto | 5            | 6            | 3            |  |
|  | 4           | Devin Bowen Tuomas Ketola     | 6                             | 4           | 6           |  |  | 4            | Devin Bowen Tuomas Ketola     | 7            | 1            | 6            |  |
|  |             | Francisco Costa Jose Frontera | 3                             | 6           | 4           |  |  |              |                               |              |              |              |  |

### Sezione 2
|  | Primo turno | Primo turno                   | Primo turno                   | Primo turno | Primo turno |  |  | Ultimo turno | Ultimo turno                | Ultimo turno | Ultimo turno | Ultimo turno |  |
|  |             |                               |                               |             |             |  |  |              |                             |              |              |              |  |
|  | 2           | David DiLucia Michael Sell    | 4                             | 6           | 6           |  |  |              |                             |              |              |              |  |
|  |             | Sláva Doseděl Dominik Hrbatý  | 6                             | 3           | 4           |  |  | 2            | David DiLucia Michael Sell  | 4            | 6            | 6            |  |
|  |             | Tom Nijssen Peter Tramacchi   | Tom Nijssen Peter Tramacchi   | 7           | 6           |  |  |              | Tom Nijssen Peter Tramacchi | 6            | 2            | 3            |  |
|  | 3           | Bernardo Martínez Óscar Ortiz | Bernardo Martínez Óscar Ortiz | 6           | 2           |  |  |              |                             |              |              |              |  |